# Каменно-Сарминская волость
Каменно-Сарминская волость - волость Николаевского уезда Самарской губернии Российской империи, существовавшая в 1861—1917 годах. На востоке граничила с Сулакской и Корнеевской волостями Николаевского уезда, на севере – с Кормежской и Мало-Быковской волостями Николаевского уезда, на востоке – с Баратаевской и Панинской волостями Николаевского уезда, на юге – с Верхне-Караманской, Верхне-Кушумской и Миусской волостями Новоузенского уезда.
Каменно-Сарминская волость относилась к 1-му стану Николаевского уезда (пристав 1-го стана находился в селе Криволучье Кормёжской волости Николаевского уезда); 2-му земскому участку (земский начальник участка находился в сельце Ивановка Красноярской волости Николаевского уезда); 2-му призывному участку (призывной участок располагался в селе Криволучье Кормёжской волости Николаевского уезда); 2-му судебно-следственному участку (судебный следователь участка находился в селе Балаково Николаевского уезда).
Из сборника статистических сведений по Самарской губернии 1889 года: «Близ села Каменной Сармы и д. Столыпина лежат холмы, снабжающие всю степь строительным камнем; в холмах местами обнажается твердый жёлто-серый известняк, на котором лежит плотный, светло-жёлтый известковый мергель. В каменоломнях Каменной Сармы добывается слоистый глинистый мергель.»
Из материалов для оценки земель Самарской губернии 1903 года: «Перевал М. Кушум – Б. Кушум состоит из сравнительно резко очерченного водораздельного сырта и обширных низменных равнин, простирающихся вдоль обоих Кушумов и между ними в северной прииргизской части перевала. Сырт полого понижается к востоку, но падает круто с запада и юга и оканчивается верстах в 3-х от с. Елюзани высоким холмом. Отсюда водораздельная линия направляется к югу до села Голицына, где сырт, достигая наибольшей (ок. 115 м) высоты, обрывается крутыми скатами глубокого дола, идущего от с. Голицына к р. Миусу. Пройдя в виде узкого перевала между этим долом и долом Калмычка, сырт в виде широкого плато уходит к югу за пределы уезда. Склоны к М. Кушуму южнее Елюзани прорезаны несколькими широкими долинками, сливающимися с общей приречной равниной. По дороге из Елюзани в с. Б. Кушум идёт сначала пологий подъем длиной до 5 вёрст, затем обширное невысокое (выс. 43 м) плато, прорезанное на 10-й версте большим оврагом, а также полого постепенно понижающееся к Б. Кушуму и к северу к долинам Б. Иргиза. Отсюда к югу широкая солонцеватая низина тянется по обе стороны Б. Кушума до с. Каменной Сармы, где она ограничена с правой стороны подошедшими ближе склонами следующего перевала.»
В 1910 года на территории Каменно-Сарминской волости находились:
- курорт «Столыпинские минеральные воды»
- 5 церквей в сёлах Каменная Сарма, Новая Бельковка, Большой Кушум, Дмитриевка, Александровка
- 2 мечети в деревне Новая Елюзань
- 2 молельни на хуторах Старый Цюрих и Новый Цюрих
- 2 земские школы в селе Каменная Сарма и посёлке Ново-Вербовский
- 3 церковно-приходские школы в деревне Новая Столыпинка, сёлах Новая Бельковка и Александровка
- Татарская школа в деревне Новая Елюзань
- 2 школы в сёлах Большой Кушум и Дмитриевка
- 3 ветряные мельницы на хуторах Старый Цюрих и Новый Цюрих
- паровая мельница на хуторе купца Чудина

В период с 1918 года Каменно-Сарминская волость являлась частью Балаковского уезда Самарской губернии РСФСР и окончательно была упразднена в 1924 году.
В настоящее время территория Каменно-Сарминской волости находится в составе Ершовского и Балаковского районов Саратовской области.

## История волости
По состоянию на 1865 год, владельцами земельных участков на территории Каменно-Сарминской волости являлись:
- дворянин Петр Александрович Рылеев, сын Александра Николаевича Рылеева
- дворянка Дарья Николаевна Банковская
- дворянин Николай Алексеевич Столыпин
- общество крестьян села Александровка
- дворянин Александр Петрович Языков
- общество крестьян деревни Дмитриевка
- дворянин Аркадий Дмитриевич Столыпин
- колонист Яков Михайлович Шмидт
- купчиха Агафья Андреевна Михайлова
- дворянин Пётр Петрович Ланской
- Воскресенский единоверческий монастырь
- князь Михаил Викторович Кочубей
- купцы Алексей Александрович Сапожников и Александр Александрович Сапожников
- общество крестьян села Каменная Сарма
- общество крестьян деревни Новостолыпинка
- общество крестьян деревни Бельковка
- крестьяне Иван Яковлевич Савостьянов и Иван Яковлевич Савостьянов

В 1867 году по новому распределению селений в Каменно-Сарминскую волость вошли: деревня Елюзань из состава Мало-Быковской волости Николаевского уезда, деревня Большой Кушум из состава Балаковской волости Николаевского уезда.
В 1873 году после покупки земли сельским обществом колонии Цюрих Панинской волости Николаевского уезда у князя Михаила Викторовича Кочубея на территории Каменно-Сарминской области были образованы хутора Старый Цюрих и Новый Цюрих.
В 1894 году в имении Столыпина, расположенном на территории Каменно-Сарминской волости, управляющим служил Генрих Петрович Клинг, известный революционный и общественный деятель, который приходился двоюродным дядей Александру Петровичу Клингу, депутату Государственной думы Российской империи II созыва. 10 мая 1894 года Г.П. Клинг был арестован по подозрению в причастности к делу о смоленской тайной типографии и принадлежности к партии «Народное право». Через два дня он был отправлен в Санкт-Петербург.
Из книги 1906 года «Плодоводство в Самарской губернии»: «К западу от Сулакской волости, по рекам Большому и Малому Кушуму, лежит волость Каменно-Сарминская, прилегающая к границам Новоузенского уезда и населенная преимущественно русскими бывшими помещичьими и удельными крестьянами; только одна большая деревня Новая Елюзань на р. Мал. Кушум населена татарами-магометанами, а две небольшие деревни – Татьяновка (хут. Старый Цюриховский) на р. Б. Кушум и Марьевка (хут. Новый Цюриховский) на р. Миус (приток Б. Кушума) населены немцами, лютеранского вероисповедования, на собственной земле. По имеющимся данным, население волости садоводством не занимается. В огородах села Большого Кушума сеют для собственных надобностей огурцы, картофель и капусту; в остальных же селениях волости, по сообщению Волостного Правления, «никаких овощей не разводят», что однако вряд ли является достоверным.»
По данным на 1919 год, в состав Каменно-Сарминской волости Балаковского уезда входило 4 сельских совета с общей численностью населения 2331 человек:
- Каменно-Сарминский сельский совет - 195 дворов, 1259 человек,
- Ново-Столыпинский сельский совет - 87 дворов, 583 человека,
- Михайло-Вербовский сельский совет - 38 дворов, 360 человек,
- Ново-Георгиевский сельский совет - 17 дворов, 129 человек.

В период Гражданской войны в июле 1921 года у села Большой Кушум произошёл бой между бандой Серова численностью до 150 всадников и балаковским сводным отрядом из 25 конных милиционеров, 10 всадников из отпускных солдат и 60 большевиков-добровольцев.

## Населённые пункты
По состоянию на 1910 год, в состав Каменно-Сарминской волости входили следующие населённые пункты:
| Наименование                    | Количество дворов и число жителей | Количество дворов и число жителей | Количество дворов и число жителей | Количество дворов и число жителей | Количество дворов и число жителей | Расстояние (вёрст) до: | Расстояние (вёрст) до: | Расстояние (вёрст) до: |
| Наименование                    | 1867 г.                           | 1900 год                          | 1900 год                          | 1910 год                          | 1910 год                          | Самары                 | Николаевска            | Волостного центра      |
| Наименование                    | Жителей                           | Дворов                            | Жителей                           | Дворов                            | Жителей                           | Самары                 | Николаевска            | Волостного центра      |
| ------------------------------- | --------------------------------- | --------------------------------- | --------------------------------- | --------------------------------- | --------------------------------- | ---------------------- | ---------------------- | ---------------------- |
| Село Каменная Сарма             | 288                               | 190                               | 832                               | 178                               | 1044                              | 245                    | 80                     | 0                      |
| Деревня Новая Столыпинка        | 82                                | 42                                | 290                               | 58                                | 420                               | 245                    | 80                     | 5                      |
| Село Новая Бельковка            | 136                               | 106                               | 621                               | 113                               | 645                               | 240                    | 75                     | 12                     |
| Село Большой Кушум              | 152                               | 121                               | 595                               | 123                               | 669                               | 230                    | 60                     | 18                     |
| Село Дмитриевка                 | 207                               | 112                               | 586                               | 128                               | 660                               | 250                    | 85                     | 7                      |
| Село Александровка (Голицыно)   | 223                               | 50                                | 290                               | 42                                | 202                               | 260                    | 95                     | 20                     |
| Деревня Новая Александровка     |                                   | 16                                | 136                               | 27                                | 152                               | 259                    | 80                     | 30                     |
| Деревня Новая Елюзань           | 338                               | 223                               | 1169                              | 247                               | 1728                              | 259                    | 80                     | 30                     |
| Посёлок Ново-Вербовский         |                                   |                                   |                                   | 17                                | 152                               | 236                    | 70                     | 10                     |
| Посёлок Михайловский            |                                   |                                   |                                   | 11                                | 147                               | 236                    | 70                     | 10                     |
| Хутор Старый Цюрих (Татьяновка) |                                   | 32                                | 303                               | 37                                | 303                               | 240                    | 75                     | 19                     |
| Хутор Новый Цюрих (Марьевка)    |                                   | 33                                | 184                               | 39                                | 184                               | 250                    | 85                     | 6                      |
| Хутор мещан Ляциных             |                                   | 8                                 | 51                                | 10                                | 51                                | 245                    | 80                     | 5                      |
| Хутор мещанина Марысаева        |                                   |                                   |                                   | 3                                 | 8                                 | 240                    | 75                     | 12                     |
| Хутор купца Михайлова           |                                   | 2                                 | 9                                 | 2                                 | 21                                | 240                    | 75                     | 13                     |
| Хутор купца Вормсбехера         |                                   | 8                                 | 53                                | 8                                 | 18                                | 240                    | 75                     | 14                     |
| Хутор купца Арешина             |                                   |                                   |                                   | 1                                 | 7                                 | 230                    | 60                     | 16                     |
| Хутор купца Хасянова            |                                   |                                   |                                   | 1                                 | 10                                | 255                    | 85                     | 25                     |
| Хутор крестьянина Файделя       |                                   | 3                                 | 29                                | 3                                 | 11                                | 260                    | 85                     | 21                     |
| Хутор крестьянина Рекка         |                                   | 4                                 | 30                                | 4                                 | 25                                | 245                    | 80                     | 25                     |
| Хутор купца Чудина              |                                   |                                   |                                   | 2                                 | 22                                | 255                    | 85                     | 2                      |
| Хутор дворянина Столыпина       |                                   | 32                                | 220                               |                                   |                                   | 240                    | 75                     |                        |
| Хутор поселянина Шмидта         |                                   | 3                                 | 17                                |                                   |                                   | 240                    | 75                     |                        |
| Хутор крестьянина Дрыгина       |                                   | 1                                 | 9                                 |                                   |                                   | 230                    | 60                     |                        |
| Хутор поселянина Раушенбаха     |                                   | 4                                 | 36                                |                                   |                                   | 255                    | 85                     |                        |
| Хутор поселянина Штафа          |                                   | 4                                 | 53                                |                                   |                                   | 255                    | 85                     |                        |
| Хутор дворянки Бонковской       |                                   | 4                                 | 35                                |                                   |                                   | 260                    | 85                     |                        |
| Хутор купчихи Расторгуевой      |                                   | 2                                 | 9                                 |                                   |                                   | 245                    | 80                     |                        |
| Хутор поселянина Филлера        |                                   | 2                                 | 7                                 |                                   |                                   | 255                    | 85                     |                        |
| Хутор поселянина Бауера         |                                   | 1                                 | 8                                 |                                   |                                   | 230                    | 60                     |                        |
| Хутор купца Задкова             |                                   | 4                                 | 52                                |                                   |                                   | 255                    | 85                     |                        |
| Хутор купца Кобзаря             |                                   | 3                                 | 17                                |                                   |                                   | 250                    | 85                     |                        |
| Хутор мещанина Смирнова         |                                   | 1                                 | 7                                 |                                   |                                   | 250                    | 85                     |                        |
| Хутор мещанина Симонова         |                                   | 1                                 | 6                                 |                                   |                                   | 250                    | 85                     |                        |